# Carlos Villacorta Gonzales
Carlos Villacorta (Lima, 1976) es un escritor y y editor peruano. En 2021, fue elegido parte del New Latino Boom de escritores en Estados Unidos

## Biografía
Carlos Villacorta Gonzales estudió Literatura en la Pontificia Universidad Católica del Perú. Fue parte del grupo de poesía Inmanencia (1998-2000), con quienes publicó Inmanencia(1998) e Inmanencia. Regreso a Ourobórea (1999). Entre 2001 y 2003 fue editor del periódico de poesía Odumodneurtse, publicación dedicada a la poesía contemporánea peruana y latinoamericana. En 2004 viajó a Estados Unidos donde terminó sus estudios graduados en literatura latinoamericana en la Universidad de Boston. Posteriormente, trabajó en distintas universidades de la costa este norteamericana. Actualmente es profesor asociado en la Universidad de Maine.
Como escritor, ha sido invitado a distintos eventos literarios entre ellos el Primer Junio de Poesía organizado en la ciudad de México (2000); el Primer Encuentro Internacional de escritores peruanos en Estados Unidos (D.C., 2015); el Primer Encuentro Internacional de escritores peruanos en Francia (París, 2015); el Latino Book Fair (Brooklyn, NY 2018), Poesía en Abril, (Chicago, 2021).
Ha publicado los poemarios El grito, Tríptico, Ciudad Satélite, Materia Oscura. El 2014 publicó su primera novela Alicia, esto es el capitalismo. Además, ha publicado el ensayo Poéticas de la ciudad: Lima en la poesía de los setenta, un estudio de la poesía peruana de los años setenta y la representación de la capital. Entre los poetas estudiados, se encuentran Carmen Ollé, Jorge Pimentel, Juan Ramírez Ruiz y Enrique Verástegui. Desde el 2020 dirige la revista digital Polis-Poesía.

Sus poemas y cuentos han aparecidos en diversas revistas peruanas e internacionales en inglés, catalán, francés, italiano, portugués y catalán.

## Obras

### Poesía
- Materia Oscura. Intermezzo Tropical, Lima, 2017.
- Ciudad Satélite. Mundo Ajeno Editores, Lima, 2007. (Intermezzo Tropical, 2021).
- Tríptico. Chataro Editores, Lima, 2004.
- El grito. La cueva Editores, Lima, 2001.

### Novelas
- Alicia, esto es el capitalismo. Intermezzo Tropical Editores, Lima, 2014.

### Cuentos en revista
“Trece Padres”. Luvina. Revista Literaria de la Universidad de Guadalajara. Luvina 105 Invierno 2021.
“Teoría de la voz”. Latin American Literature Review. Volume 1 N.º 15, agosto 2020.
“M”. Revista Aurora Boreal. N.º 17 de mayo de 2015.

### Cuentos
- Lo que dijo el fuego. Campo Letrado Editores, 2021.

## Entrevistas
- "Carlos Villacorta: 'La memoria guía mi escritura narrativa y poética'". Lima en escena. Magazine Cultural.

- "Carlos Villacorta: 'Este es un libro sobre el viaje'". Lamula.pe.

- "Castañeda y Villacorta: 'La antología es una apuesta por todos los escritores que están allí'. Lamula.pe

- "Unburied Memories: A Tiny Interview with Carlos Villacorta Gonzales". Ploughshares.

- "El arte de recordar (la guerra)". Lamula.pe.

- "Escribir el Perú desde el exterior: una conversación con Carlos Villacorta a propósito de su novela 'Alicia esto es el capitalismo". Aurora Boreal.

- "Entrevista con el escritor y crítico literario Carlos Villacorta Gonzáles".

## Antologías
- Cuentos de Ida y vuelta: 17 narradores peruanos en Estados Unidos. Coeditado con Luis Hernán Castañeda. Lima: Peisa, 2019
- Antología Binacional de Cuento / Poesía Perú-Ecuador 1998-2008. Coeditado con Karina Marín. Lima: Editorial Sic. Lima: Perú, 2008.
- Los relojes se han roto: Antología de poesía peruana de los noventa. Coeditado con Enrique Bernales. Guadalajara: Arlequín editores, 2005.
- Lima Escrita. Arquitectura poética de la ciudad 1970-2020. Lima: Intermezzo Tropical, 2021

## Ensayos
- Poéticas de la ciudad: Lima en la poesía de los setenta. El corregidor, Buenos Aires 2017.